# 1,1,1,2-Tetrafluor-2-klóretán
Az 1,1,1,2-tetrafluor-2-klóretán, más néven R-124 részlegesen klórozott-fluorozott szénhidrogén, képlete C2HClF4. Hűtőközegként alkalmazzák.
Üvegházgáz, globális felmelegedési potenciálja 470. Ózonlebontó potenciálja 0,022.

## Fordítás
Ez a szócikk részben vagy egészben a 1-Chloro-1,2,2,2-tetrafluoroethane című angol Wikipédia-szócikk ezen változatának fordításán alapul.  Az eredeti cikk szerkesztőit annak laptörténete sorolja fel. Ez a jelzés csupán a megfogalmazás eredetét és a szerzői jogokat jelzi, nem szolgál a cikkben szereplő információk forrásmegjelöléseként.